# Henrik Lundström (handball)
Pour les articles homonymes, voir Henrik Lundström.
Henrik Lundström, né le 13 novembre 1979 à Mölndal, est un ancien handballeur suédois.
Il a notamment évolué de nombreuses saisons dans le club du THW Kiel avec lequel il a remporté trois Ligues des champions et huit Championnats d'Allemagne

## Palmarès

### En équipe nationale
- 5e place au Championnat d'Europe 2008
- 7e place au Championnat du monde 2009

### En clubs
Compétitions internationales
- Vainqueur de la Ligue des champions (3) : 2007, 2010, 2012
  - Finaliste en 2008, 2009
- Vainqueur de la Supercoupe d'Europe (1): 2007
- Vainqueur du Super Globe (1) : 2011
- Finaliste de la Coupe d'Europe des vainqueurs de coupe en 2003

Compétitions nationales
- Vainqueur du Championnat de Suède (3) : 1999, 2001, 2002
- Vainqueur du Championnat d'Allemagne (8) : 2005, 2006, 2007, 2008, 2009, 2010, 2012 et 2015
- Vainqueur de la Coupe d'Allemagne (5) : 2007, 2008, 2009, 2011, 2012
- Vainqueur de la Supercoupe d'Allemagne (4) : 2005, 2007, 2008, 2011